# Groupe-couronne

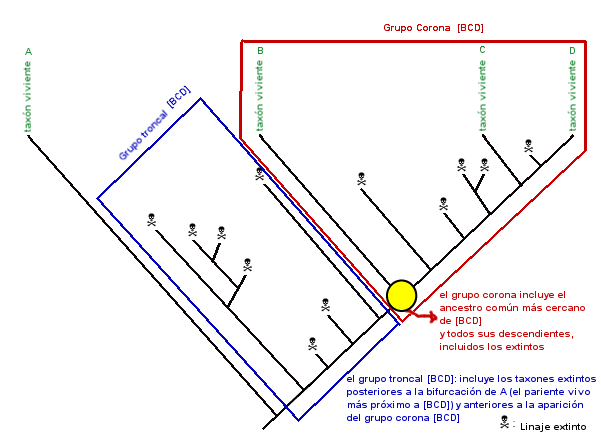
Un arbre phylogénétique. Le groupe-couronne est indiqué en rouge, le dernier ancêtre commun en jaune et le groupe-souche en bleu.

En biologie de l'évolution, un groupe-couronne, aussi appelé groupe apical, est le plus petit clade comprenant un ensemble donné d'espèces actuelles, c'est-à-dire le clade constitué de leur dernier ancêtre commun et de toutes les espèces actuelles ou fossiles qui en descendent. Pour définir précisément un groupe-couronne, on emploie généralement un ensemble de seulement deux espèces actuelles.

## Groupe-souche
Le concept de groupe-couronne est complété par celui de groupe-souche ou groupe basal, qui rassemble les espèces éteintes qui n'appartiennent pas au groupe-couronne, mais qui sont phylogénétiquement plus proches de ce groupe-couronne que de toute autre espèce vivante.

## Historique
Ces concepts ont été inventés par le père de l'école cladistique, Willi Hennig, en raison de la nécessité d'inclure les taxons éteints dans les arbres phylogénétiques. Bien que le nom ait été créé dans les années 1970, il n'a été utilisé régulièrement qu'à partir des années 2000.

## Taxonomie
Ces deux concepts permettent d'établir un cadre théorique pour la définition de certains taxons supérieurs. Le concept de groupe-couronne est ainsi de plus en plus utilisé pour définir ou redéfinir des taxons supérieurs, que ce soit de façon directe ou indirecte.

### Exemples de définition directe
La classe des mammifères, Mammalia, a été redéfinie en 1988 pour devenir le groupe-couronne des mammifères actuels, incluant :
- les placentaires ;
- les marsupiaux ;
- les monotrèmes ;
- et toutes les espèces éteintes descendant du dernier ancêtre commun de ces trois groupes ;

... excluant ainsi les mammaliaformes basaux, en tant que membres du groupe-souche précédant les mammifères actuels.
Le clade des tétrapodes a été redéfini en 2012 pour devenir le groupe-couronne des tétrapodes actuels, incluant :
- les amphibiens ;
- les amniotes ;
- et toutes les espèces éteintes descendant du dernier ancêtre commun de ces deux groupes ;

... excluant ainsi les stégocéphales basaux, désormais renvoyés parmi les tétrapodomorphes basaux.

### Exemples de définition indirecte
Le concept permet aussi de définir des taxons supérieurs en tant que sous-groupes immédiats d'un groupe-couronne.
La famille des hominidés a été redéfinie en 1996 pour devenir le groupe-frère des hylobatidés, tous deux formant les sous-groupes immédiats de leur groupe-couronne non dénommé. Les hominidés incluent ainsi :
- les ponginés ;
- les homininés ;
- et le groupe-souche des hominidés qui ne sont ni des ponginés, ni des homininés.

Un groupe-souche peut ainsi selon les cas se trouver à l'intérieur ou à l'extérieur d'un taxon supérieur de référence.